# Chandragiri
Pour les articles homonymes, voir Chandragiri (homonymie).
Chandragiri (télougou : చంద్రగిరి ; en tamoul : சந்திரகிரி), Chandegri sous sa forme francisée, est un village dans le district de Chittoor (aujourd'hui district de Tirupati) de l'État de l'Andhra Pradesh en Inde. La localité est située à 12 km à l'ouest de Tirupati, important lieu de pèlerinage vishnouïte et hindou.
Chandragiri est une place fortifiée qui remonte au XIe siècle, bâtie sous les Yadavas de Devagiri (ou Seunas). Elle devient la capitale du Royaume de Vijayanagara entre 1592 et 1604, à la suite de la prise de Penukonda par le Sultanat de Golconde. Plus tard, l'essor de Vellore comme siège du pouvoir vijayanagari ne va cependant pas ternir l'importance de Chandragiri, qui continue à être l'une des deux résidences de la cour, jusqu'à l'effondrement du royaume,.